# Tomasz Kwiatkowski (prawnik)
Tomasz Kwiatkowski (ur. 28 kwietnia 1948 w Pruszkowie) – polski adwokat i urzędnik państwowy, działacz opozycyjny w PRL, od 1994 do 1995 członek Krajowej Rady Radiofonii i Telewizji, w 1995 szef Kancelarii Prezydenta RP.

## Życiorys
Ukończył prawo na Uniwersytecie Warszawskim. W 1968 uczestnik strajku studenckiego. W 1970 uzyskał aplikację sędziowską i adwokacką. Współpracował z Ruchem Obrony Praw Człowieka i Obywatela. W stanie wojennym związany z podziemnym ruchem wydawniczym, m.in. wydawnictwem „Przedświt”. W latach 1989–1991 był doradcą Artura Balazsa, ministra bez teki ds. problemów wsi w Rządzie Tadeusza Mazowieckiego. W 1991 był likwidatorem firmy Igloopol oraz dyrektorem generalnym w Komitecie ds. Radia i Telewizji, a także likwidatorem Państwowej Jednostki Organizacyjnej Polskie Radio i Telewizja. Od września 1994 do kwietnia 1995 był członkiem Krajowej Rady Radiofonii i Telewizji. Od maja do sierpnia 1995 był podsekretarzem stanu i szefem Kancelarii Prezydenta RP Lecha Wałęsy. Od maja 1998 do marca 2001 był prezesem spółki zarządzającej Mazowiecką Specjalną Strefą Ekonomiczną. W 1997 bez powodzenia ubiegał się o mandat posła na Sejm w okręgu podwarszawskim z listy Bloku dla Polski.